# Relazioni bilaterali tra Armenia e Croazia
Le relazioni Armenia-Croazia si riferiscono alle relazioni bilaterali tra Armenia e Croazia. Le relazioni diplomatiche tra i paesi sono stabilite l'8 luglio 1996. L'Armenia è rappresentata in Croazia dalla sua ambasciata a Roma, in Italia, mentre la Croazia è rappresentata dalla sua ambasciata ad Atene, in Grecia. Nel 2011, entrambi i paesi hanno stabilito consolati onorari, l'Armenia residente a Zagabria, mentre la Croazia risiede ha Yerevan, le capitali dei rispettivi paesi.
L'Armenia è un membro dell'Unione economica euroasiatica (UEE), mentre la Croazia è un membro dell'Unione Europea (UE). Tuttavia, l'Armenia è un firmatario dell'accordo di associazione dell'Unione Europea.